# Inácio Piá
Inácio Piá, właśc. João Batista Inácio (ur. 22 marca 1982 w Ibitindze) – brazylijski piłkarz występujący na pozycji ofensywnego pomocnika lub napastnika. Od 2011 roku gra w Pegrocremie.

## Kariera klubowa
Inácio Piá zawodową karierę rozpoczął w 2001 w Atalancie. W Serie A zadebiutował 2 grudnia podczas przegranego 2:4 meczu z Interem Mediolan. 27 stycznia 2002 strzelił natomiast pierwszego gola w karierze, a jego zespół pokonał Fiorentiną 2:0. W sezonie 2001/2002 Brazylijczyk rozegrał łącznie osiem ligowych meczów i zdobył jedną bramkę, natomiast w sezonie 2002/2003 w czternastu występach nie strzelił ani jednego gola.
Latem 2003 Piá został wypożyczony do grającego w drugiej lidze Ascoli. W nowym klubie od razu wywalczył sobie miejsce w podstawowej jedenastce i 20 września zdobył dwie bramki w zwycięskim 2:1 pojedynku przeciwko Pescarze. W pierwszej połowie sezonu brazylijski zawodnik tworzył duet napastników razem z Mirko Savinim, jednak ten w zimowym okienku transferowym odszedł z klubu. Przez cały sezon 2003/2004 Piá wystąpił w 35 spotkaniach Serie B i uzyskał 11 trafień. Brazylijczyk powrócił do Atalanty, dla której w rundzie jesiennej sezonu 2004/2005 rozegrał 10 meczów w Serie A.
Na początku 2005 Inácio Piá podpisał kontrakt z SSC Napoli, do którego dołączył na zasadzie współwłasności. Z nową drużyną przez dwa sezony występował w rozgrywkach Serie C1, a następnie wywalczył awans do drugiej ligi. W sezonie 2006/2007 Brazylijczyk razem ze swoim zespołem zajął w Serie B drugą pozycję i „Azzurri” awansowali do pierwszej ligi. Latem 2007 Piá na pół roku został wypożyczony do drugoligowego Treviso, a kolejne pół roku spędził w pierwszoligowym Calcio Catania. Pod jego nieobecność Napoli w sezonie 2007/2008 uplasowało się na ósmej lokacie w Serie A i awansowało do Pucharu Intertoto. Dzięki zwycięstwu w tych rozgrywkach Napoli zostało przesunięte do Pucharu UEFA, w którym Piá zadebiutował 14 sierpnia 2008 podczas wygranego 3:0 spotkania z Vllaznią Szkodra.
Na początku 2010 Piá został wypożyczony do drugoligowego Torino FC, a po sezonie wrócił do SSC Napoli. W sezonie 2010/2011 grał w Portogruaro, a latem 2011 przeszedł do Pegrocremy.